# Янка Лучина
Я́нка Лучи́на (настоящее имя — Ива́н Люциа́нович Неслухо́вский; 18 июля 1851, Минск — 16 июля 1897, Минск) — белорусский поэт демократической направленности. Писал на белорусском, польском и русском языках.

## Биография
Происходил из шляхетского рода Лучивко-Неслуховских. Его отец, Луциан Юрьевич, был тогда столоначальником в Минской палате гражданского суда, где после, получивши чин коллежского асессора, стал секретарём. Хоть род поэта был достаточно древним, сенат утвердил их дворянское звание не сразу, а через повторное представление в 1838 году.
Янка Лучина — один из основных псевдонимов Ивана (Яна) Неслуховского. Им он подписывал только белорусскоязычные произведения. Псевдоним происходит от Лучивко, приставки (придомка) составной фамилии поэта. Псевдоним символизировал духовное единение творчества поэта с белорусским народом и его просветительскую роль. Уподобленный лучине, источнику света света в сельской хате.
В 14-летнем возрасте стал учащимся  минской классической гимназии, которую закончил в 1870 году в ряде лучших учеников. Позднее, в 1870—1871 годах, Иван Неслуховский учился на математическом факультете Санкт-Петербургского университета. Он успешно сдал вступительные экзамены и проучился так вплоть до мая 1871, после чего попросил разрешение на отдых и, не дожидаясь сессии, выехал в Минск. Неожиданно его выбор остановился на профессии инженера, и осенью 1871 года Иван Луцианович оформил отчисление из университета и поступил в  Санкт-Петербургский государственный технологический институт, который окончил в 1877 году,  после чего работал начальником главных железнодорожных мастерских в Тифлисе. На Кавказе, возможно, познакомился с Максимом Горьким.
В конце 1870-х годов после неудачного падения его разбил паралич, после чего он получил возможность вернуться в Минск, где начал работу в техническом бюро Либаво-Роменской железной дороги. После падения Неслуховский мог ходить только с помощью двух палок, служивших ему опорой, но при этом посещал театры и даже ходил на охоту, что давало повод слухам о том, что он симулировал болезнь.
Иван Люцианович Неслуховский умер 16 июля 1897 году в возрасте 46 лет. Похоронен вместе со своей женой на Кальварийском кладбище Минска возле часовни.

## Творчество
Как поэт дебютировал в 1886 году: его русскоязычное стихотворение «Не ради славы иль расчёта…» было опубликовано в первом номере газеты «Минский листок». В этом стихотворении были изложены цели и задачи новой газеты.
Впоследствии печатался в альманахе «Северо-Западный календарь», польских журналах Głos Polski, «Kłosy», Kraj, Prawda, Życie и других изданиях. Собирал фольклор, сотрудничал с известным этнографом Павлом Шейном. Вёл переписку с драматургом Митрофаном Довнар-Запольским, в письме к которому назвал свои стихотворения «стихоплётными начинаниями».
На белорусском языке начал писать в 1887 году под впечатлением от выступления в Минске украинских артистов труппы Михаила Старицкого. Первое его белорусскоязычное стихотворение «Усёй трупе дабрадзея Старыцкага беларускае слова» содержало следующие строки: «Спявайце ж, братцы, смела і звонка: не згіне песня і Украіна! Будзьце здаровы! Янка Лучына». Этим же псевдонимом подписано и стихотворение «Дабрадзею артысту Манько».
Неслуховский является автором поэм «Паляўнічыя акварэлі з Палесся», «Віялета», «Гануся», «Андрэй». Большинство произведений посвящены темам из крестьянской жизни. В своём творчестве объединял элементы реализма и романтизма. Его стихотворения считаются одним из первых примеров белорусской философской лирики.
В 1889 году в Кракове брошюрой вышел очерк «З крывавых дзён: эпізод з паўстання 1863 года на Міншчыне», написанный по воспоминаниям участника восстания 1863—1864 годов. Очерк подписан криптонимом «S» и, по мнению исследователей Адама Мальдиса и Владимира Мархеля, написан Неслуховским. Занимался переводами с польского на белорусский и русский произведений Владислава Сырокомли, с польского на русский Адама Асныка, с русского на польский Ивана Крылова, Николая Некрасова, Ольги Чуминой и других поэтов, с немецкого на польский Генриха Гейне, с древнегреческого на польский перевёл «Илиаду» Гомера.
Несколько русскоязычных произведений Лучины и повесть «Верочка» опубликованы в 1900 году. В 1903 году из печати вышел его сборник лирики на белорусском языке «Вязанка». Чтобы обойти цензуру, запрещавшую печать на белорусском языке, сборник, составленный ещё в 1891 году, был издан «Кругом белорусского народого просвещения и культуры» (бел.) под видом книги на болгарском языке. Стихотворения Янки Лучины на польском языке опубликованы в 1898 году в сборнике «Стихотворения» и книге стихов «Поэтические произведения».

## Произведения
- Выбраныя творы. — Мн., 1953.
- Творы: Вершы, нарысы, пераклады, лісты. — Минск, 1988.
- Лучына Янка. Паляўнічыя акварэлькі з Палесся. Паэма / Пер. з польскай мовы Г. Тумаш; маст. П. Драчоў. — Минск: Мастацкая літаратура, 2003. — 85 с.: іл. Цв. вокл. ISBN 985-02-0657-8